# تپو نومینن
تپو نومینن (فنلاندی: Teppo Numminen؛ زادهٔ ۳ ژوئیهٔ ۱۹۶۸) بازیکن هاکی روی یخ اهل فنلاند بود.
از باشگاه‌هایی که در آن بازی کرده‌است می‌توان به فینیکس کایوتیس اشاره کرد.